# اوکراین کرانه راست

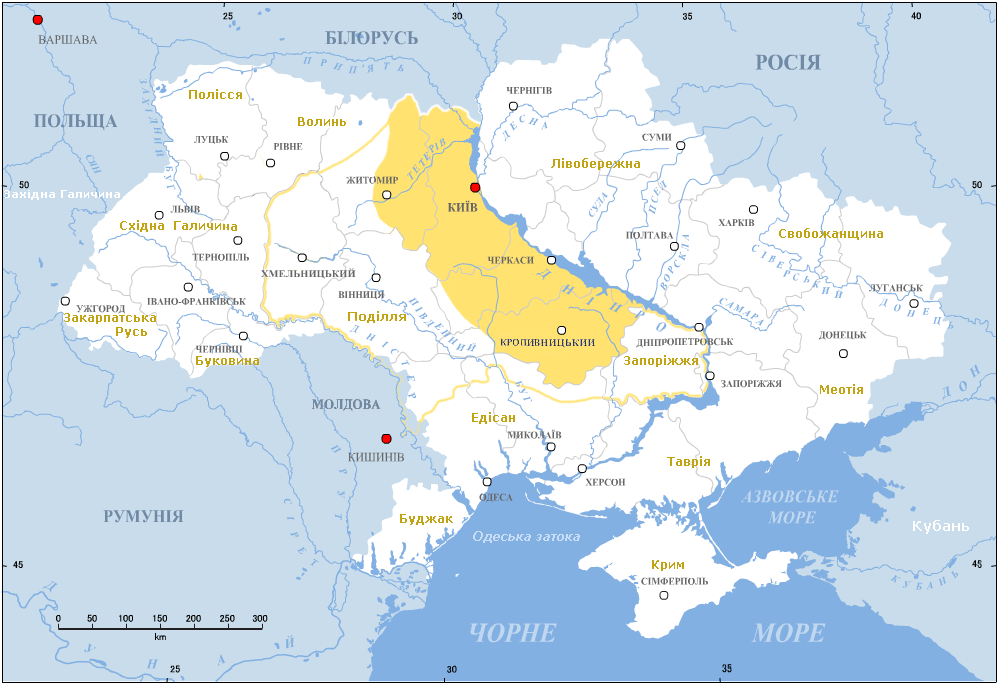
اوکراین کرانهٔ راست.

اوکراینِ کرانهٔ راست ([Правобережна Україна, Pravoberezhna Ukrayina] Error: {{Lang-xx}}: متن دارای نشانه‌گذاری ایتالیک است (راهنما)) نام تاریخی منطقه‌ای است در اوکراین که در کرانه باختری یعنی سمت راست رودخانه دنیپر واقع شده‌است.
این منطقه امروزه استان‌های وینیتسیا، ژیتومیر، کیرووهراد و همچنین بخشی از استان‌های کیف و چرکاسی را در بر می‌گیرد. روابط کرانه راست در دوران معروف به دوره ویرانی با کرانه چپ قطع شده بود.
شهرهای اصلی کرانه راست عبارتند از: چرکاسی، کروپیونیسکی، بیلا تسرکفا، ژیتومیر و اولکساندریا.